# Звезда (фильм, 2002)
«Звезда» — российский художественный фильм 2002 года режиссёра Николая Лебедева. Снят по одноимённой повести Эммануила Казакевича. Новая интерпретация фильма 1949 года.
Удостоен Государственной премии Российской Федерации (2003).

## Сюжет
22 июня 1944 года. Красная армия постепенно выходит на рубеж Государственной границы СССР. Стартует операция Багратион по освобождению территории Белоруссии. Позади 3 тяжёлых, мучительных года войны, сотни тысяч убитых солдат противника, десятки разгромленных дивизий врага, впереди — окончательный и решающий победный 1945-й. «Звезда» — позывной группы лейтенанта Травкина из 7 советских разведчиков 1-го Белорусского фронта, которые выполняют задания командования в тылу врага.
Начальником разведотдела армии поставлена задача командиру дивизии отправить в тыл врага группу разведчиков, поскольку по имевшимся данным, там происходит перегруппировка, и следует выяснить наличие резервов и танков.
Группа лейтенанта Травкина (радиопозывной «Звезда») ночью пересекает вражеские траншеи мимо позиций танков «Тигр», но её случайно обнаруживают немецкие солдаты. Наутро начинается облава, от которой разведчикам удаётся скрыться в болоте. Германский фельдфебель обстреливает болото из пистолета-пулемета MP-40, но безрезультатно.
Следующим утром разведчики выходят к озеру, на противоположном берегу которого обнаруживается германский госпиталь. Разведчики берут в плен возвращающегося из госпиталя немецкого ефрейтора (Карл Гилле согласно книге Э.Казакевича) из сапёрного подразделения 131 пехотной дивизии Вермахта. Из показаний пленного следует, что в данном районе концентрируются силы 5 танковой дивизии СС «Викинг». После допроса пленного ликвидируют.
Позже разведчик Мамочкин захватывает в плен СС-гауптшарфюрера Виллибальда-Эрнста Беннеке, который назван в фильме «офицером штаба полка „Westland“». У немца обнаруживается карта с нанесенными на неё данными о месте расположения его части, а также некоей станции, на которой, по всей видимости, происходит разгрузка техники. Травкин решает послать на станцию рядовых Быкова и Воробьёва, которые незамеченными забираются в кузов немецкой грузовой автомашины с эмблемой моторизованной хлебопекарной роты дивизии СС «Викинг». В момент прибытия грузовиков на станцию попутчики-эсэсовцы обнаруживают разведчиков, но тут начинается налёт советской авиации, и разведчикам удается скрыться, застрелив при этом пробегавшего мимо немецкого солдата. Разведчики обнаруживают, что на станции установлены деревянные макеты танков, а сама она используется для отвлечения внимания советских войск. При попытке покинуть территорию станции происходит схватка между рядовым Быковым и СС-штурмбаннфюрером Дилле (эту фамилию позже озвучивает голос за кадром, она же упоминается в книге Казакевича). Дилле ранит Быкова ножом, но его самого ножом убивает Воробьёв. Воробьёв забирает документы у мертвого штурмбаннфюрера и ему удаётся дотащить смертельно раненого Быкова до своих, но Быков от полученных ран умирает.
На основании новых данных Травкин отправляет ночью Мамочкина и Аниканова на другую станцию, которая расположена в районе карьера. На этой станции разведчики обнаруживают большое количество танков, находящихся в процессе выгрузки с железнодорожного состава. Разведчики захватывают в плен немецкого офицера (по книге это был СС-оберштурмфюрер Артур Вендель из квартирмейстерского отдела дивизии «Викинг»). Вендель отказывается дать показания, но захваченные у него документы дают достаточно информации о силах и намерениях противника нанести внезапный сокрушительный удар по войскам двух фронтов РККА. Однако с передачей в Центр добытой информации возникает проблема, так как немецкий патруль, проезжавший по лесной дороге на полугусеничном мотоцикле «Kettenkrad» Sd.Kfz.2, обстрелял подозрительные кусты и пули ранили одного из разведчиков, сержанта Бражникова, и повредили радиостанцию. Для того, чтобы связаться со своими, Травкин решает совершить налёт на немецкий пункт связи. При этом немецкий связист смертельно ранит рядового Воробьёва, однако его самого тут же убивает Мамочкин. Разведчикам удается захватить радиостанцию. На выстрел прибывает группа эсэсовцев, завязывается перестрелка, в которой от случайной пули погибает пленный эсэсовец Вендель. Пытаясь задержать преследователей и отвлечь их от основной группы, погибает Бражников.
Преследуемые немцами разведчики прячутся на чердаке заброшенного сарая и с помощью трофейной радиостанции передают своим добытую информацию. Их обнаруживают, завязывается неравный бой. Немцы доставляют огнемет и сжигают сарай, а вместе с ним и оставшихся 5 солдат разведгруппы. Последний кадр: эсэсовский пулемётчик, стоя перед пылающим сараем, снимает с головы каску. Этот момент может быть воспринят и как усталость после тяжелого боя, и как дань уважения достойному противнику.
После уничтожения группы «Звезда» девушка-радистка Катя в штабе пытается вызвать группу и несколько раз повторяет: «Звезда, я Земля. Ответьте Земле, приём». После этой сцены голос за кадром (от лица капитана Андрея Барашкина) рассказывает:

Группы Травкина и Марченко долгое время считались без вести пропавшими, и на запрос родных и близких приходил ответ «О них ничего неизвестно». Лишь в 1964 году все разведчики были награждены орденами Отечественной войны 1 степени посмертно. Но каждую весну, каждый май души погибших с полей Польши, Чехии, Словакии, Германии — отовсюду устремляются в родные края, чтобы увидеть свою цветущую родину, за которую отдали свои жизни…

## О прототипах
Финальный текст является плодом авторской фантазии. В реальности группа прототипа «Лейтенанта Травкина» — Николая Кирилловича Ткаченко — уцелела, и сам он благополучно дожил до преклонных лет.
Прототип лейтенанта Мещерского — И. В. Мещеряков — Герой Социалистического Труда, лауреат Государственной премии СССР. Награждён двумя орденами Ленина, орденами Октябрьской Революции, Красного Знамени, Отечественной войны I и II степени, двумя орденами Красной Звезды, орденом «Знак Почета», двумя медалями «За боевые заслуги», многими другими. Удостоен наград Чехословакии и Польши. Почетный гражданин города Яремча Ивано-Франковской области.
О данном фильме он отзывался неодобрительно:

— «наговорили материала на целую повесть под названием „Звезда“. Мещеряков в ней выведен под именем лейтенанта Мещерского.
— Ничего часом не приукрашивали? — спрашиваем мы Ивана Васильевича.
— Да нет, докладывали в полном соответствии с фактами, поэтому в книге нашли отражение реальные события, судьбы. Действительно, рейд в тыл врага, где на стыке фронтов готовилось немецкое контрнаступление, был опасным и дерзким — короче, незабываемым. Даже сейчас, спустя 60 лет, отчетливо помню, кто есть кто в этой повести. Лейтенант Травкин — это Михаил Шорохов, Мамочкин — Петя Ильин. Приукрашивания, искажения начались позже.
— А именно?
— Когда в 2000 году режиссёр Николай Лебедев, снимавший кинокартину „Звезда“, пригласил меня консультантом, я сказал, что ни одна разведывательная операция в принципе не может реализовываться по законам боевика. Мы заспорили и рассорились. В фильме — помните? — группа переходит линию фронта под аккомпанемент артиллерии. „Бах! Ба-бах! Кажется, прошли…“. Такое исключено. Главное оружие разведчика — скрытность, способность действовать, что называется, без шума и пыли. Если его перемещения сопровождаются грохотом канонады — это непрофессионализм и провал. На что мне возразили: кино — это зрелище, а неточности зритель не разглядит. Но молодёжи, кажется, этот фильм нравится».

## Критика
Михаил Швыдкой, министр культуры России, замечал: «Я считаю, что эта картина — настоящий кинематограф, удивительно человечный фильм о войне».

## В ролях
| Актёр               | Роль                                              |
| ------------------- | ------------------------------------------------- |
| Игорь Петренко      | лейтенант Травкин                                 |
| Артём Семакин       | рядовой Воробьев                                  |
| Алексей Панин       | сержант Мамочкин                                  |
| Алексей Кравченко   | сержант Аниканов                                  |
| Анатолий Гущин      | рядовой Быков                                     |
| Амаду Мамадаков     | рядовой Темдеков                                  |
| Юрий Лагута         | сержант Бражников                                 |
| Екатерина Вуличенко | Катя Симакова                                     |
| Андрей Егоров       | капитан Барашкин                                  |
| Сергей Миллер       | пленный ефрейтор Карл Гилле                       |
| Геннадий Воротников | пленный СС-гауптшарфюрер Виллибальд-Эрнст Беннеке |
| Александр Ефимов    | пленный CC-оберштурмфюрер Артур Вендель           |
| Александр Наумов    | полковник Сербиченко                              |
| Тимофей Трибунцев   | эпизод                                            |
| Александр Дьяченко  | подполковник Галиев                               |
| Олег Гущин          | майор Лихачёв                                     |
| Иван Кокорин        | младший лейтенант Мещерский                       |
| Александра Чичкова  | связистка                                         |
| Сергей Рудзевич     | связист Лебедев                                   |
| Сергей Угрюмов      | старший лейтенант                                 |
| Александр Устюгов   | эпизод (дебют в кино, в титрах не указан)         |

## Съёмочная группа
- Сценаристы: Евгений Григорьев, Николай Лебедев, Александр Бородянский
- Режиссёр-постановщик: Николай Лебедев
- Художник-постановщик: Людмила Кусакова
- Звукооператор: Александр Погосян
- Композитор: Алексей Рыбников
- Государственный симфонический оркестр кинематографии
  - Дирижёр: Сергей Скрипка

## Награды
- Золотая премия (GOLD REMI) на международном фестивале WorldFest-Houston Film Festival.
- Участник официальной программы Международного кинофестиваля в г. Карловы Вары (Чехия).
- Гран-при «Золотой факел» на Международном кинофестивале в г. Пхеньян.
- Гран-при фестиваля русского кино во Франции (г. Онфлер).
- Гран-при Шведского фестиваля российского кино КиноРюрик.
- Гран-при фестиваля русского кино в г. Ницца (Франция).
- Гран-при, приз за лучшую режиссуру, лучшее исполнение главных ролей на Международном детском фестивале в Артеке.
- Гран-при на Международном детском фестивале «Орлёнок».
- Государственная премия РФ в области литературы и искусства за 2002 год.
- Большой приз жюри и Приз зрительских симпатий на фестивале «Литература и кино» в Гатчине.
- Приз зрительских симпатий «Выборгский счет» (первое место) на фестивале «Окно в Европу».
- Приз за лучшую музыку («Кинотавр-2002»).
- Приз «Золотой Овен» за лучшую музыку к кинофильму.
- Призы Национальной академии кинематографических искусств и наук «Золотой Орел» за лучшую музыку и лучшую операторскую работу. Номинации «Золотой Орёл» — лучший фильм года, лучшая режиссура, лучшая работа художника-постановщика, лучшая работа звукорежиссёра.
- Призы «Ника» за лучшую музыку, лучшую работу звукорежиссёра, за лучший дебют (актёр И.Петренко). Номинации «Ника» — лучший фильм года, лучшая актёрская работа второго плана, лучшая операторская работа.
- Национальная премия «Блокбастер» — за лучший фильм в категории видеопродаж, за лучший фильм в категории видеопроката.